# Głowno
Głowno è una città polacca del distretto di Zgierz nel voivodato di Łódź.
Ricopre una superficie di 19,82 km² e nel 2004 contava 15 282 abitanti. Il comune polacco è gemellato con il paesino casertano di  Alife  in Italia.